# Список ескортних авіаносців США
Список ескортних авіаносців США — перелік ескортних авіаносців, які перебували на озброєнні Військово-морських сил США. Список представлений у порядку нумерації кораблів, що надходили до американського флоту, а також передавалися за програмою ленд-лізу Королівським ВМС Великої Британії.

## Ескортні авіаносці США
Позначення

### Ескортні авіаносці, передані до Королівських ВМС Великої Британії
| № з/п                                                             | Зображення | Назва                       | Бортовий номер | Закладений        | Спущено на воду   | Введено в експлуатацію | Прим. |
| ----------------------------------------------------------------- | ---------- | --------------------------- | -------------- | ----------------- | ----------------- | ---------------------- | --- |
| Ескортні авіаносці, передані до Королівських ВМС Великої Британії |            |                             |                |                   |                   |                        | |
| 1                                                                 |            | MV Mormacland               | AVG-1/BAVG-1   | 7 червня 1939     | 14 грудня 1939    | 17 листопада 1941      | переданий Королівським ВМС Великої Британії під ім'ям «Арчер» |
| 2                                                                 |            | Rio-Hudson                  | AVG-2/BAVG-2   | 28 листопада 1939 | 27 листопада 1940 | 2 березня 1942         | переданий Королівським ВМС Великої Британії під ім'ям «Евенджер» 15 листопада 1942 року на відстані 100 миль на захід від Гібралтару «Евенджер» був торпедований німецьким підводним човном U-155 і затонув. Загинуло 505 членів екіпажу, врятувалось лише 17 осіб. |
| 3                                                                 |            | Rio-Parana                  | AVG-3/BAVG-3   | 28 грудня 1939    | 18 грудня 1940    | 6 травня 1942          | переданий Королівським ВМС Великої Британії за програмою ленд-ліза під ім'ям «Байтер» у квітні 1945 року корабель був переданий ВМС Франції, де отримав ім'я «Діксмюд» (фр. Dixmude A609)                                                                           |
| 4                                                                 |            | Rio de Janeiro              | AVG-5/BAVG-5   | 14 березня 1940   | 12 квітня 1941    | 2 липня 1942           | переданий Королівським ВМС Великої Британії за програмою ленд-ліза під ім'ям «Дешер» 27 березня 1943 року затонув від вибуху паливних баків, перебуваючи на базі Клайд. Під час вибуху загинуло 378 членів екіпажу.                                                 |
| 5                                                                 |            | Mormacmail                  | BAVG-6         | 3 листопада 1941  | 7 березня 1942    | 31 січня 1943          | переданий Королівським ВМС Великої Британії за програмою ленд-ліза під ім'ям «Трекер» |
| 6                                                                 |            | USS Altamaha (CVE-6)        | CVE-6          | 15 квітня 1941    | 4 квітня 1942     | 31 жовтня 1942         | переданий Королівським ВМС Великої Британії під ім'ям «Батлер» |
| 7                                                                 |            | USS Barnes (CVE-7)          | CVE-7          | 17 квітня 1941    | 27 вересня 1941   | 30 вересня 1942        | переданий Королівським ВМС Великої Британії під ім'ям «Атакер» |
| 8                                                                 |            | USS Block Island (CVE-8)    | CVE-8          | 15 травня 1941    | 22 травня 1942    | 9 січня 1943           | переданий Королівським ВМС Великої Британії під ім'ям «Хантер» |
| 9                                                                 |            | USS Breton (CVE-10)         | CVE-10         | 28 червня 1941    | 15 лютого 1943    | 9 квітня 1943          | переданий Королівським ВМС Великої Британії під ім'ям «Чейсер» |
| 10                                                                |            | USS Croatan (CVE-14)        | CVE-14         | 5 вересня 1941    | 4 квітня 1942     | 20 лютого 1943         | переданий Королівським ВМС Великої Британії під ім'ям «Фенсер» |
| 11                                                                |            | USS Hamlin (CVE-15)         | CVE-15         | 6 жовтня 1941     | 5 березня 1942    | 21 грудня 1942         | переданий Королівським ВМС Великої Британії під ім'ям «Сталкер» |
| 12                                                                |            | USS St. George (CVE-17)     | CVE-17         | 31 липня 1941     | 18 липня 1942     | 14 червня 1943         | переданий Королівським ВМС Великої Британії під ім'ям «Персьюер» |
| 13                                                                |            | USS Prince William (CVE-19) | CVE-19         | 15 грудня 1941    | 7 травня 1942     | 28 квітня 1943         | переданий Королівським ВМС Великої Британії під ім'ям «Страйкер» |
| 14                                                                |            |                             | CVE-22         | 20 лютого 1942    | 20 червня 1942    | 7 квітня 1943          | переданий Королівським ВМС Великої Британії під ім'ям «Серчер» |
| 15                                                                |            |                             |                | 11 квітня 1942    | 16 липня 1942     | 25 квітня 1943         | переданий Королівським ВМС Великої Британії під ім'ям «Реведжер» |
| 16                                                                |            | USS Chatham (CVE-32)        | CVE-32         | 25 травня 1942    | 19 вересня 1942   | 11 серпня 1943         | переданий Королівським ВМС Великої Британії під ім'ям «Слінгер» |
| 17                                                                |            | USS Glacier (CVE-33)        | CVE-33         | 9 червня 1942     | 7 вересня 1942    | 28 жовтня 1943         | переданий Королівським ВМС Великої Британії під ім'ям «Ателінг» |
| 18                                                                |            | USS Pybus (CVE-34)          | CVE-34         | 23 червня 1942    | 7 жовтня 1942     | 6 серпня 1943          | переданий Королівським ВМС Великої Британії під ім'ям «Емперор» |
| 19                                                                |            | USS Baffins (CVE-35)        | CVE-35         | 18 липня 1942     | 18 жовтня 1942    | 20 липня 1943          | переданий Королівським ВМС Великої Британії під ім'ям «Емір» |
| 20                                                                |            | USS Bolinas (CVE-36)        | CVE-36         | 3 серпня 1942     | 11 листопада 1942 | 2 серпня 1943          | переданий Королівським ВМС Великої Британії під ім'ям «Бегем» |
| 21                                                                |            | USS Bastian (CVE-37)        | CVE-37         | 25 серпня 1942    | 15 грудня 1942    | 4 серпня 1943          | переданий Королівським ВМС Великої Британії під ім'ям «Трампітер» |
| 22                                                                |            | USS Carnegie (CVE-38)       | CVE-38         | 9 вересня 1942    | 30 грудня 1942    | 12 серпня 1943         | переданий Королівським ВМС Великої Британії під ім'ям «Емпрес» |
| 23                                                                |            | USS Cordova (CVE-39)        | CVE-39         | 22 вересня 1942   | 30 січня 1943     | 25 серпня 1943         | переданий Королівським ВМС Великої Британії під ім'ям «Кедив» |
| 24                                                                |            | USS Delgada (CVE-40)        | CVE-40         | 9 жовтня 1942     | 20 лютого 1943    | 20 листопада 1943      | переданий Королівським ВМС Великої Британії під ім'ям «Спікер» |
| 25                                                                |            | USS Edisto (CVE-41)         | CVE-41         | 20 жовтня 1942    | 22 березня 1943   | 7 вересня 1943         | переданий Королівським ВМС Великої Британії під ім'ям «Набоб» |
| 26                                                                |            | USS Estero (CVE-42)         | CVE-42         | 31 жовтня 1942    | 22 березня 1943   | 3 листопада 1943       | переданий Королівським ВМС Великої Британії під ім'ям «Преміер» |
| 27                                                                |            | USS Jamaica (CVE-43)        | CVE-43         | 13 листопада 1942 | 21 квітня 1943    | 27 вересня 1943        | переданий Королівським ВМС Великої Британії під ім'ям «Шах» |
| 28                                                                |            | USS Keweenaw (CVE-44)       | CVE-44         | 27 листопада 1942 | 6 травня 1943     | 25 жовтня 1943         | переданий Королівським ВМС Великої Британії під ім'ям «Петролер» |
| 29                                                                |            | USS Prince (CVE-45)         | CVE-45         | 17 грудня 1942    | 18 травня 1943    | 17 січня 1944          | переданий Королівським ВМС Великої Британії під ім'ям «Раджа» |
| 30                                                                |            | USS Niantic (CVE-46)        | CVE-46         | 5 січня 1943      | 2 червня 1943     | 8 листопада 1943       | переданий Королівським ВМС Великої Британії під ім'ям «Рані» |
| 31                                                                |            | USS Perdido (CVE-47)        | CVE-47         | 1 лютого 1943     | 16 червня 1943    | 31 січня 1944          | переданий Королівським ВМС Великої Британії під ім'ям «Траунсер» |
| 32                                                                |            | USS Sunset (CVE-48)         | CVE-48         | 23 лютого 1943    | 15 липня 1943     | 19 листопада 1943      | переданий Королівським ВМС Великої Британії під ім'ям «Тейн» |
| 33                                                                |            | USS St. Andrews (CVE-49)    | CVE-49         | 12 березня 1943   | 2 серпня 1943     | 7 грудня 1943          | переданий Королівським ВМС Великої Британії під ім'ям «Квін» |
| 34                                                                |            | USS St. Joseph (CVE-50)     | CVE-50         | 25 березня 1943   | 21 серпня 1943    | 22 грудня 1943         | переданий Королівським ВМС Великої Британії під ім'ям «Рулер» |
| 35                                                                |            | USS St. Simon (CVE-51)      | CVE-51         | 26 квітня 1943    | 9 вересня 1943    | 31 грудня 1943         | переданий Королівським ВМС Великої Британії під ім'ям «Арбітер» |
| 36                                                                |            | USS Vermillion (CVE-52)     | CVE-52         | 10 травня 1943    | 27 вересня 1943   | 20 січня 1944          | переданий Королівським ВМС Великої Британії під ім'ям «Смайтер» |
| 37                                                                |            | USS Willapa (CVE-53)        | CVE-53         | 21 травня 1943    | 8 листопада 1943  | 5 лютого 1944          | переданий Королівським ВМС Великої Британії під ім'ям «Панчер» |
| 38                                                                |            | USS Winjah (CVE-54)         | CVE-54         | 5 червня 1943     | 22 листопада 1943 | 18 лютого 1944         | переданий Королівським ВМС Великої Британії під ім'ям «Ріпер» |

### Ескортні авіаносці, передані до Королівських ВМС Великої Британії, але повернуті до ВМС США
| № з/п                                                                                       | Зображення | Назва           | Бортовий номер | Закладений    | Спущено на воду | Введено в експлуатацію | Прим. |
| ------------------------------------------------------------------------------------------- | ---------- | --------------- | -------------- | ------------- | --------------- | ---------------------- | --- |
| Ескортні авіаносці, передані до Королівських ВМС Великої Британії, але повернуті до ВМС США |            |                 |                |               |                 |                        | |
| 1                                                                                           |            | Rio de la Plata | AVG-4/BAVG-4   | 19 січня 1940 | 1 березня 1941  | 2 жовтня 1941          | переданий Королівським ВМС Великої Британії за програмою ленд-ліза під ім'ям «Черджер», але за два дні повернутий до ВМС США під цією назвою «Черджер» |

### Ескортні авіаносці ВМС США
| № з/п                      | Зображення | Назва                            | Бортовий номер                                                                                             | Закладений        | Спущено на воду   | Введено в експлуатацію | Прим. |
| -------------------------- | ---------- | -------------------------------- | --- | ----------------- | ----------------- | ---------------------- | --- |
| Ескортні авіаносці ВМС США |            |                                  | |                   |                   |                        | |
| 1                          |            | «Лонг Айленд»                    | CVE-1 | 7 липня 1939      | 11 січня 1940     | 2 червня 1941          | |
| 2                          |            | «Боуг»                           | CVE-9 | 1 жовтня 1941     | 15 січня 1942     | 26 вересня 1942        | головний ескортний авіаносець однойменного типу |
| 3                          |            | «Кард»                           | CVE-11 | 27 жовтня 1941    | 27 лютого 1942    | 8 листопада 1942       | |
| 4                          |            | «Копахі»                         | CVE-12 | 18 червня 1941    | 21 жовтня 1941    | 15 червня 1942         | |
| 5                          |            | «Кор»                            | CVE-13 | 2 січня 1942      | 15 травня 1942    | 10 грудня 1942         | |
| 6                          |            | «Нассау»                         | CVE-16 | 27 листопада 1941 | 4 квітня 1942     | 20 серпня 1942         | |
| 7                          |            | «Алтамаха»                       | CVE-18 | 19 грудня 1941    | 22 травня 1942    | 15 вересня 1942        | |
| 8                          |            | «Барнс»                          | CVE-20 | 19 січня 1942     | 2 травня 1942     | 20 лютого 1943         | |
| 9                          |            | «Блок-Айленд»                    | CVE-21 | 19 січня 1942     | 1 травня 1942     | 8 березня 1943         | 29 травня 1944 року за 420 миль на південь від Азорських островів був торпедований німецьким підводним човном U-549 і затонув. |
| 10                         |            | «Бретон»                         | CVE-23 | 25 лютого 1942    | 27 червня 1942    | 12 квітня 1943         | |
| 11                         |            | «Кроатан»                        | CVE-25 | 14 квітня 1942    | 1 серпня 1942     | 28 квітня 1943         | Останній ескортний авіаносець типу «Боуг» I партії |
| 12                         |            | «Сенгамон»                       | CVE-26 | 13 березня 1939   | 4 листопада 1939  | 25 серпня 1942         | Перший ескортний авіаносець типу «Сенгамон» |
| 13                         |            | «Суоні»                          | CVE-27 | 3 червня 1938     | 4 березня 1939    | 24 вересня 1942        | |
| 14                         |            | «Ченанго»                        | CVE-28 | 10 липня 1938     | 1 квітня 1939     | 19 вересня 1942        | |
| 15                         |            | «Санті»                          | CVE-29 | 31 травня 1938    | 4 березня 1939    | 24 серпня 1942         | |
| 16                         |            | «Принс-Вільям»                   | CVE-31 | 18 травня 1942    | 23 серпня 1942    | 9 квітня 1943          | Перший ескортний авіаносець типу «Боуг» II партії |
| 17                         |            | «Касабланка»                     | CVE-55 | 3 листопада 1942  | 5 квітня 1943     | 8 липня 1943           | Перший корабель однойменного типу |
| 18                         |            | «Лайском Бей»                    | CVE-56 | 9 грудня 1942     | 19 квітня 1943    | 7 серпня 1943          | 24 листопада 1943 року був торпедований японським підводним човном I-175, затонув через 23 хв після атаки. Втрати екіпажу склали 644 осіб. |
| 19                         |            | «Анціо»                          | CVE-57 | 12 грудня 1942    | 1 травня 1943     | 27 серпня 1943         | Закладений під ім'ям «Alikula Вау», 3 квітня 1943 року перейменований на «Корал Сі», 15 вересня 1944 року був перейменований на «Анціо» |
| 20                         |            | «Коррегідор»                     | CVE-58 | 17 грудня 1942    | 12 травня 1943    | 31 серпня 1943         | |
| 21                         |            | «Мішн Бей»                       | CVE-59 | 28 грудня 1942    | 26 травня 1943    | 13 вересня 1943        | |
| 22                         |            | «Гуадалканал»                    | CVE-60 | 5 січня 1943      | 5 червня 1943     | 25 вересня 1943        | |
| 23                         |            | «Маніла Бей»                     | CVE-61 | 15 січня 1943     | 10 липня 1943     | 5 жовтня 1943          | |
| 24                         |            | «Натома Бей»                     | CVE-62 | 17 січня 1943     | 20 липня 1943     | 14 жовтня 1943         | |
| 25                         |            | «Сент-Ло»                        | CVE-63 | 23 січня 1943     | 17 серпня 1943    | 23 жовтня 1943         | Закладений під ім'ям «Chapin Вау», 3 квітня 1943 року був перейменований на «Midway». 10 жовтня 1944 року був перейменований на «Сент-Ло», на честь міста Сен-Ло в Нормандії, де під час висадки союзників точились запеклі бої, а ім'я «Midway» отримав інший, важкий авіаносець, що якраз будувався в цей час. 5 жовтня 1944 року потоплений у наслідок атаки камікадзе, загинуло близько 100 осіб. |
| 26                         |            | «Триполі»                        | CVE-64 | 1 лютого 1943     | 13 липня 1943     | 31 жовтня 1943         | |
| 27                         |            | «Вейк Айленд»                    | CVE-65 | 6 лютого 1943     | 15 вересня 1943   | 7 листопада 1943       | |
| 28                         |            | «Вайт Плейнс»                    | CVE-66 | 11 лютого 1943    | 27 вересня 1943   | 15 листопада 1943      | |
| 29                         |            | «Соломонс»                       | CVE-67 | 19 березня 1943   | 6 жовтня 1943     | 21 листопада 1943      | |
| 30                         |            | «Калінін Бей»                    | CVE-68 | 26 квітня 1943    | 15 жовтня 1943    | 27 листопада 1943      | |
| 31                         |            | «Касаан Бей»                     | CVE-69 | 11 травня 1943    | 24 жовтня 1943    | 4 грудня 1943          | |
| 32                         |            | «Феншоу Бей»                     | CVE-70 | 18 травня 1943    | 1 листопада 1943  | 9 грудня 1943          | |
| 33                         |            | «Кіткун Бей»                     | CVE-71 | 3 травня 1943     | 8 листопада 1943  | 15 грудня 1943         | |
| 34                         |            | «Тулагі»                         | CVE-72 | 7 червня 1943     | 15 листопада 1943 | 21 грудня 1943         | |
| 35                         |            | «Гемб'єр Бей»                    | CVE-73 | 10 липня 1943     | 22 листопада 1943 | 28 грудня 1943         | 25 жовтня 1944 року потоплений артилерійським вогнем японських важких крейсерів «Хагуро», «Тоне» та «Чокай». Загинуло 100 членів екіпажу. |
| 36                         |            | «Нехента Бей»                    | CVE-74 | 20 липня 1943     | 28 листопада 1943 | 3 січня 1944           | |
| 37                         |            | «Хоггат Бей»                     | CVE-75 | 17 серпня 1943    | 4 грудня 1943     | 11 січня 1944          | |
| 38                         |            | «Кадашан Бей»                    | CVE-76 | 2 вересня 1943    | 11 грудня 1943    | 18 січня 1944          | |
| 39                         |            | «Маркус Айленд»                  | CVE-77 | 15 вересня 1943   | 16 грудня 1943    | 26 січня 1944          | |
| 40                         |            | «Саво Айленд»                    | CVE-78 | 27 вересня 1943   | 22 грудня 1943    | 3 лютого 1944          | |
| 41                         |            | «Оммані Бей»                     | CVE-79 | 6 жовтня 1943     | 29 грудня 1943    | 11 лютого 1944         | 4 січня 1945 року атакований камікадзе, пошкоджений він був потоплений торпедою з есмінця «Бернз». Втрати склали 95 осіб загиблими. |
| 42                         |            | «Петроф Бей»                     | CVE-80 | 15 жовтня 1943    | 5 січня 1944      | 18 лютого 1944         | |
| 43                         |            | «Радьеєд Бей»                    | CVE-81 | 24 жовтня 1943    | 12 січня 1944     | 25 лютого 1944         | |
| 44                         |            | «Сагіноу Бей»                    | CVE-82 | 1 листопада 1943  | 19 січня 1944     | 2 березня 1944         | |
| 45                         |            | «Седжент Бей»                    | CVE-83 | 8 листопада 1943  | 31 січня 1944     | 9 березня 1944         | |
| 46                         |            | «Шемрок Бей»                     | CVE-84 | 15 березня 1943   | 4 лютого 1944     | 15 березня 1944        | |
| 47                         |            | «Шиплі Бей»                      | CVE-85 | 22 листопада 1943 | 12 лютого 1944    | 21 березня 1944        | |
| 48                         |            | «Сітко Бей»                      | CVE-86 | 23 листопада 1943 | 19 лютого 1944    | 28 березня 1944        | |
| 49                         |            | «Стімер Бей»                     | CVE-87 | 4 грудня 1943     | 26 лютого 1944    | 4 квітня 1944          | |
| 50                         |            | «Кейп Есперенс»                  | CVE-88 | 11 грудня 1943    | 3 березня 1944    | 9 квітня 1944          | |
| 51                         |            | «Таканіс Бей»                    | CVE-89 | 16 грудня 1943    | 10 березня 1944   | 15 квітня 1944         | |
| 52                         |            | «Тетіс Бей»                      | CVE-90 | 22 грудня 1943    | 16 березня 1944   | 12 квітня 1944         | |
| 53                         |            | «Макассар Стрейт»                | CVE-91 | 29 грудня 1943    | 22 березня 1944   | 27 квітня 1944         | |
| 54                         |            | «Віндхем Бей»                    | CVE-92 | 5 січня 1944      | 29 березня 1944   | 3 травня 1944          | |
| 55                         |            | «Мейкін Айленд»                  | CVE-93 | 12 січня 1944     | 5 квітня 1944     | 9 травня 1944          | |
| 56                         |            | «Ланг Пойнт»                     | CVE-94 | 19 січня 1944     | 11 квітня 1944    | 14 травня 1944         | |
| 57                         |            | «Бісмарк Сі»                     | CVE-95 | 31 січня 1944     | 17 квітня 1944    | 20 травня 1944         | 21 лютого 1945 року був пошкоджений влучанням двох камікадзе, за 2 години авіаносець затонув. Втрати екіпажу склали 119 осіб загиблими. |
| 58                         |            | «Саламауа»                       | CVE-96 | 4 лютого 1944     | 22 квітня 1944    | 26 травня 1944         | |
| 59                         |            | «Голландіа»                      | CVE-97 | 12 лютого 1944    | 28 квітня 1944    | 1 червня 1944          | |
| 60                         |            | «Кваджалейн»                     | CVE-98 | 19 лютого 1944    | 4 травня 1944     | 7 червня 1944          | |
| 61                         |            | «Едмірелті Айлендс»              | CVE-99 | 26 лютого 1944    | 10 травня 1944    | 13 червня 1944         | |
| 62                         |            | «Бугенвіль»                      | CVE-100 | 3 березня 1944    | 16 травня 1944    | 18 червня 1944         | |
| 63                         |            | «Матанікау»                      | CVE-101 | 10 березня 1944   | 22 травня 1944    | 24 червня 1944         | |
| 64                         |            | «Атту»                           | CVE-102 | 16 березня 1944   | 27 травня 1944    | 30 червня 1944         | |
| 65                         |            | «Рой»                            | CVE-103 | 22 березня 1944   | 2 червня 1944     | 6 липня 1944           | |
| 66                         |            | «Мунда»                          | CVE-104 | 29 березня 1944   | 27 травня 1944    | 8 липня 1944           | Останній корабель типу «Касабланка» |
| 67                         |            | «Комменсмент Бей»                | CVE-105 | 23 вересня 1943   | 9 травня 1944     | 27 листопада 1944      | Перший корабель однойменного типу |
| 68                         |            | «Блок-Айленд»                    | CVE-106 | 25 жовтня 1943    | 10 червня 1944    | 30 грудня 1944         | |
| 69                         |            | «Гілберт-Айлендс»                | CVE-107 | 29 листопада 1943 | 20 липня 1944     | 5 лютого 1945          | |
| 70                         |            | «Кула-Галф»                      | CVE-108 | 16 грудня 1943    | 15 серпня 1944    | 12 травня 1945         | |
| 71                         |            | «Кейп-Глостер»                   | CVE-109 | 10 січня 1944     | 12 вересня 1944   | 5 березня 1945         | |
| 72                         |            | «Салерно-Бей»                    | CVE-110 | 7 лютого 1944     | 26 вересня 1944   | 19 травня 1945         | |
| 73                         |            | «Велья-Галф»                     | CVE-111 | 7 березня 1944    | 19 жовтня 1944    | 9 квітня 1945          | |
| 74                         |            | «Сібоні»                         | CVE-112 | 1 квітня 1944     | 9 листопада 1944  | 14 травня 1945         | |
| 75                         |            | «П'юджет-Саунд»                  | CVE-113 | 12 травня 1944    | 20 листопада 1944 | 18 червня 1945         | |
| 76                         |            | «Рендова»                        | CVE-114 | 15 червня 1944    | 29 грудня 1944    | 22 жовтня 1945         | |
| 77                         |            | «Баїроко»                        | CVE-115 | 25 липня 1944     | 25 січня 1945     | 16 липня 1945          | |
| 78                         |            | «Бадунг-Стрейт»                  | CVE-116 | 18 серпня 1944    | 15 лютого 1945    | 14 листопада 1945      | |
| 79                         |            | «Сайдор»                         | CVE-117 | 29 вересня 1944   | 17 березня 1945   | 4 вересня 1945         | |
| 80                         |            | «Сісилі»                         | CVE-118 | 23 жовтня 1944    | 14 квітня 1945    | 27 лютого 1946         | |
| 81                         |            | «Пойнт-Круз»                     | CVE-119 | 4 грудня 1944     | 18 травня 1945    | 16 жовтня 1945         | |
| 82                         |            | «Міндоро»                        | CVE-120 | 2 січня 1945      | 27 червня 1945    | 4 грудня 1945          | |
| 83                         |            | «Рабаул»                         | CVE-121 | 29 січня 1945     | 14 червня 1945    |                        | 30 серпня 1946 року придбаний ВМС США, але до строю не вступив. |
| 84                         |            | «Палау»                          | CVE-122 | 19 лютого 1945    | 6 серпня 1945     | 15 січня 1946          | |
| 85                         |            | «Тініан»                         | CVE-123 | 20 березня 1945   | 5 вересня 1945    |                        | 30 липня 1946 року придбаний ВМС США, але до строю не вступив. |
| 86                         |            | USS Bastogne (CVE-124)/«Бастонь» | CVE-124 | 2 квітня 1945     |                   |                        | закладений, але не воду не спускався, 11 серпня 1945 року будівництво припинене |
| 87                         |            | USS Eniwetok (CVE-125)"Еніветок" | CVE-125 | 20 квітня 1945    |                   |                        | закладений, але не воду не спускався, 11 серпня 1945 року будівництво припинене |
| 88                         |            | USS Lingayen (CVE-126)/«Лінгаєн» | CVE-126 | 1 травня 1945     |                   |                        | закладений, але не воду не спускався, 11 серпня 1945 року будівництво припинене |
| 89                         |            | USS Okinawa (CVE-127)/«Окінава»  | CVE-127 | 22 травня 1945    |                   |                        | закладений, але не воду не спускався, 11 серпня 1945 року будівництво припинене |
| 90-101                     |            |                                  | CVE-128, CVE-129, CVE-130, CVE-131, CVE-132, CVE-133, CVE-134, CVE-135, CVE-136, CVE-137, CVE-138, CVE-139 |                   |                   |                        | будівництво скасоване |